# La Bonneville
La Bonneville ist eine französische Gemeinde mit 176 Einwohnern (Stand 1. Januar 2022) im Département Manche in der Region Normandie. Sie gehört zum Kanton Bricquebec-en-Cotentin und zum Arrondissement Cherbourg. 
Die Gemeinde grenzt im Norden an Reigneville-Bocage, im Nordosten an Orglandes, im Osten an Étienville, im Südosten an Picauville mit Les Moitiers-en-Bauptois, im Süden an Varenguebec, im Westen an Crosville-sur-Douve und im Nordwesten an Rauville-la-Place.

## Bevölkerungsentwicklung
| Jahr      | 1962 | 1968 | 1975 | 1982 | 1990 | 1999 | 2008 | 2018 |
| --------- | ---- | ---- | ---- | ---- | ---- | ---- | ---- | ---- |
| Einwohner | 190  | 205  | 173  | 154  | 129  | 143  | 162  | 178  |

## Sehenswürdigkeiten

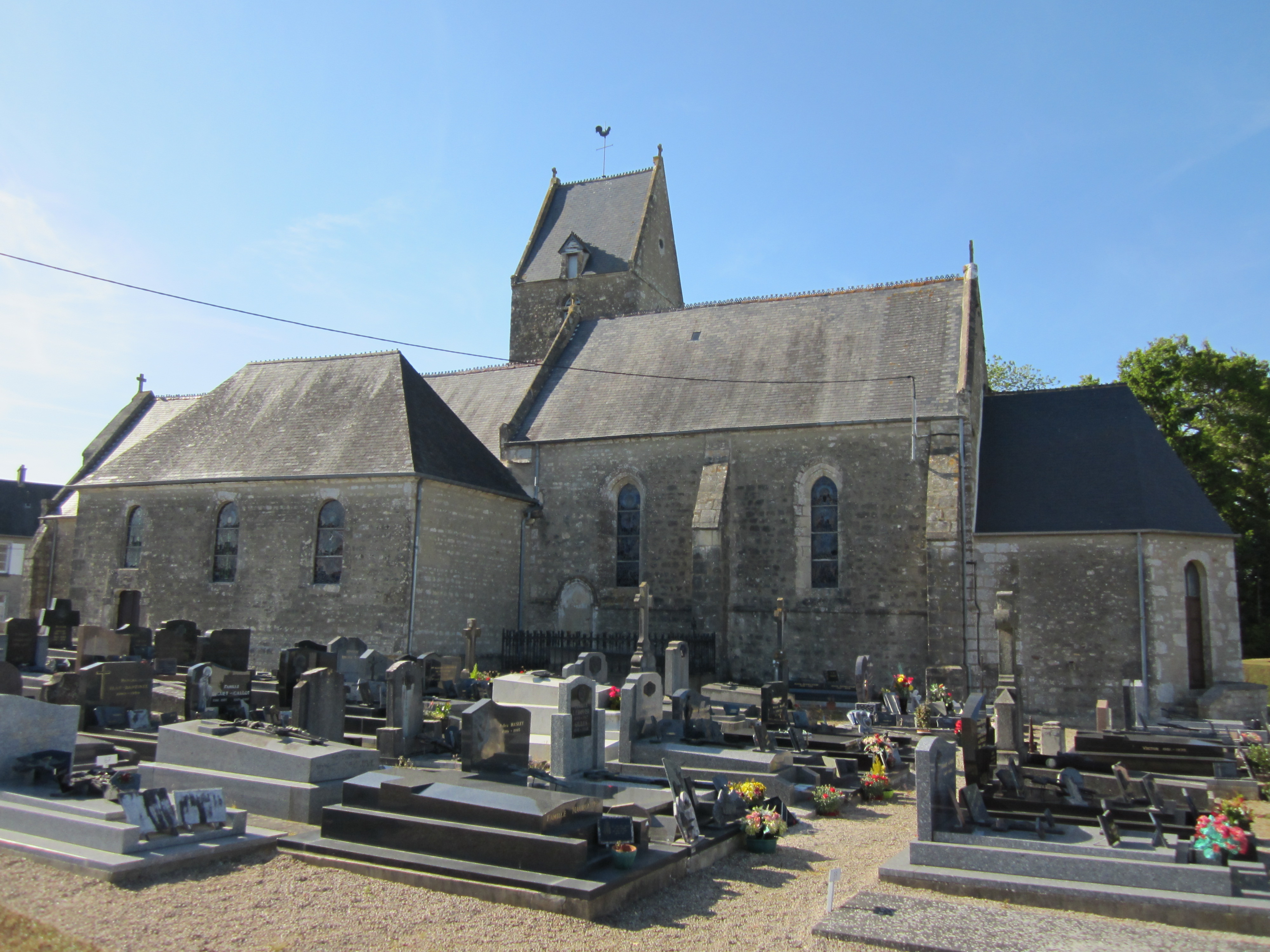
Kirche Saint-Sébastien

- Kirche Saint-Sébastien